# Ełchowska reka
Ełchowska reka (bułg. Елховска река) – rzeka w południowej Bułgarii, obwód Smolan.
Ełchowska reka wypływa z pogranicza bułgarsko-greckiego, na wysokości 1533 m n.p.m., u podnóża szczytu górskiego Kułata (1817 m n.p.m.) na grzbiecie górskim Ardinski djał w Rodopach Zachodnich. Do miejscowości Ełchowec płynie w kierunku północnym, następnie na północny wschód płynie w głębokiej, choć miejscami szerokiej, gęsto zalesionej dolinie. Wpływa do prawego brzegu rzeki Arda, na wysokości 689 m n.p.m., na wysokości Ruzodemu.
Rzeka ma 20 km długości, średni przypływ mierzony w Rudozemie wynosi 2,76 m³/s, a powierzchnia dorzecza wynosi 85 km², co stanowi 2,5% powierzchni dorzecza Ardy.
Ujściami rzeki są:
- lewe dopływy: Czepinska reka.
- prawe dopływy: Dżinow doł, Bitina, Bunarski doł.

Rzeka przepływa przez 4 miejscowości: Płowdiwci, Ełchowec, Byrczewo, Rudozem.